# 牧場物語 ハーベストムーン
『牧場物語 ハーベストムーン』は、1999年12月16日にビクターインタラクティブソフトウェアより発売されたPlayStation用シミュレーションゲームである。牧場物語シリーズの5作目に当たる。
2000年12月7日には主人公を女の子に変更したアレンジ作品『牧場物語 ハーベストムーン for ガール』、2005年11月23日にはPS版2作品の2in1移植であるPlayStation Portable用ソフト『牧場物語 ハーベストムーン ボーイ&ガール』が発売された。2008年12月24日には、PS版2作品がゲームアーカイブスで配信開始された。

## 概要
ゲームは、基本的には3年目までだが、ベストエンディングを達成すると、4年目以降もプレイ可能となる。4年目以降からしか見られないイベントも存在する。

まず最初は荒れた土地を開拓していくことから始まる。今作では出荷するときに便利な「かご」というアイテムも登場し、ゲームを進めやすくなっている。また育てることのできる野菜の種類も増え、それらの収穫物は料理の材料ともなる。花を植えることも可能となり、種は購入することができる。
「for ガール」では天涯孤独の主人公は一人旅をしていたところ、乗っていた船が嵐に遭って難破、主人公はミネラルタウンに流れ着き、ミネラルタウンの牧場へと運ばれた。だが後継者がいないため牧場は荒れ果てており、主人公には帰る場所がないと知った町長が牧場で暮らしてみてはどうかと提案し、主人公はそれを受け入れ牧場を蘇らせることを決意するという設定に変更された。ボーイ版と違い、期限や条件などはない。

ガール版では多少の設定変更とイベントが追加されており、恋愛対象の男の子に影響するステータス・「おしゃれ度」が追加されたこと、結婚するとその場でエンディングとなり、結婚すると牧場生活を続けることができないということである。
またPS版ではいくつかのプログラムミスがあり、草競馬にエントリーすると30日間馬が帰ってこない、マジックレッドが青い花は枯れてしまうなどの問題点がある。

## 農作物
農場では冬以外の季節に5種類ずつの野菜を育てられる。一部の種はゲーム序盤では売っていないが、一定条件を満たすと入手できる。以下の説明にある「連作野菜」とは収穫した後も株が残り、水を掛けて育てることで数日後にまた収穫できるようになる野菜のことである。単作野菜はこれとは逆に育てた後一度しか収穫できないものである。
花の種は一部を除いてホアンから購入できる。雑貨屋で購入する種はビニールハウスを建てると1年中販売されるようになる。

### 春
カブ
シリーズおなじみの野菜。単作野菜。野菜の中で育つのが一番早い。
ジャガイモ
カブと同じくシリーズおなじみの野菜。単作野菜。
キュウリ
一度植えると、また収穫が可能。あるイベントで必要となる。連作野菜。
きゃべつ
種はホアンから購入する。単作野菜。出荷額が高い。
イチゴ
ゲーム序盤では販売されていないが、一定条件を満たすと雑貨屋に並ぶようになる。連作野菜。
ムーンドロップ
春に咲く黄色い花。種は最初販売されていないが、あるイベントを起こすことで販売されるようになる。カレンの好きな花。
トイフラワー
春に咲く白い花。種は最初から販売されている。ポプリの好きな花。

### 夏
トマト
シリーズおなじみの野菜。連作野菜。
とうもろこし
トマトと同じくシリーズおなじみの野菜。連作野菜。にわとりの餌にもできる。
タマネギ
単作野菜。
パイナップル
種はホアンから購入する。連作野菜だが収穫までにかなり時間がかかる。その分出荷額が高い。
かぼちゃ
ゲーム序盤では販売されていないが、いちごと同じく一定条件を満たすことで雑貨屋に並ぶようになる。単作野菜。
ピンクキャット
夏に咲くピンク色の花。種は最初から販売されている。ポプリの好きな花。

### 秋
サツマイモ
連作野菜だが、次の収穫までの日数が短いのが魅力。
にんじん
単作野菜。
ナス
連作野菜。
ピーマン
種はホアンから購入する。連作野菜。
ほうれんそう
ゲーム序盤では販売されていないが、いちご、かぼちゃと同じく一定条件を満たすことで雑貨屋に並ぶようになる。単作野菜。
マジックレッド
秋に咲く青い花。種はホアンから購入する。牧場で植えた場合のみ赤い花が咲くこともあり、赤いものは出荷可能。植えた種が赤い花かは牧場の全体図を見ることで確認が出来る。

## 家畜
また、条件を満たすと「メーカー」というアイテムが手に入り、出荷物である卵や牛乳、羊毛をマヨネーズやチーズ、毛糸などに加工することができる。
にわとり
シリーズおなじみの家畜。今作では飼葉ではなく、鶏用の餌が登場する。餌は養鶏場で1つ10Gで販売されているほか、トウモロコシをにわとり小屋の横にある水車にいれると1本につき10個の餌が作られる。鶏の出荷物である卵には品質があり、鶏の愛情度が高いと品質も高くなっていく。卵はマヨネーズに加工でき、卵の品質によってできるマヨネーズの大きさが異なる。品質はたまご自体の出荷額には影響しない。恒例行事に参加して優勝すれば金のたまごを産むようになる。
牛
シリーズおなじみの家畜。エサは飼葉。牛の出荷物である牛乳はチーズに加工でき、出来上がるチーズの大きさは搾り取った牛乳の量に比例する。恒例行事に参加して優勝するとGサイズの牛乳を搾り取れるようになる。
羊
エサは牛と同じく飼葉。家畜小屋は牛と共同。出荷物は羊毛だが、一度取ると再び取るまでに日数がかかる。羊毛は毛糸に加工でき、出来上がる毛糸のサイズは羊毛のサイズに比例する。恒例行事に参加して優勝するとGサイズの羊毛を刈り取れるようになる。

## 増築
今作では自宅の他、家畜小屋も増築が可能となる。結婚するためには増築は必要不可欠であるが、順番が決まっており、すぐには結婚できないようになっている。自宅を増築すると料理ができるようになり、2度目の増築を終えると結婚が可能となる。
全ての増築を終えるとビニールハウスを建造できる。ハウス内では全ての季節の野菜を育てられ、全ての種が年中売られるようになる。また、ビニールハウスでしか育たない作物もある。ただし前作ほどの広さはなく、台風や吹雪などで倒れてしまう可能性がある。倒壊した場合は再度建て直せる。
オレンジカップの実
ビニールハウスでのみ育てられる。種は高いが出荷額は安いので、赤字にしかならない。収穫した実は料理に使える。

## マザーズヒル
牧場の裏に広がる山。温泉と鉱石場がある。山にしか生えていない食材もあるため、序盤では貴重な収入源となる。温泉に1時間（ゲーム内時間）浸かっていれば、翌日倒れることはない。鉱石場ではレベルアップなどに必要な鉱石が採掘できる。採れた鉱石は出荷もできる。
なお、鉱石場は2箇所あるが、そのうち1箇所は冬場にしか入れない。
銅鉱石
経験値が100%に達した農具をレベルアップさせるために必要。出荷額は15G。
銀鉱石
経験値が200%に達した農具をレベルアップさせるために必要。出荷額は20G。
金鉱石
経験値が300%に達した農具をレベルアップさせるために必要。出荷額は25G。
ミスリル
経験値が400%に達した農具をレベルアップさせるために必要。出荷額は40G。両方の鉱石場で採掘できる。
オリハルコン
アクセサリーを作るのに必要な鉱石。冬場の鉱石場でのみ採掘できる。出荷額は50G。
アダマンタイト
あるアイテムを作るのに必要な鉱石。3つ作ればあとは出荷用となる。出荷額は50G。
クズ鉱石
何の役にも立たない鉱石。出荷額はわずか1G。両方の鉱石場で採掘できる。

## 登場人物
主人公
ミネラルタウンで牧場で暮らすことになった若者。通常版は男の子で、デフォルト名はピート。forガール（女の子版）では女の子で、デフォルト名はクレア。プレイヤーが自由に名付けることも可能。

### 結婚できる女の子（女の子版の場合、ライバル）
ポプリ
養鶏場にいる女の子。甘いものが大好物。天真爛漫な性格でまだ子供っぽく、都会の青年であるカイに憧れている。
マリー
図書館の受付をやっている女の子。優しい性格だが恋愛には疎い。自分でも小説を書くらしい。キノコやちょっと怪しいものを喜んでくれる。都会から来たので、似た境遇のグレイとはお互いを励ます存在。
カレン
雑貨屋にいる女の子。料理が苦手。頼れる姉御肌でさばさばした性格。ワインなどが好きな酒豪で、甘いものは苦手。ただし甘いものは春の月14日の春の感謝祭の時だけは喜んでくれる。リックとは幼馴染の間柄。
エリィ
病院にいる女の子。看護婦を目指している。同じ職場のドクターに好意を抱いている。祖母のエレンとユウの3人暮らし。花が好き。努力家でしっかりした性格で、何でも出来そうだが、実は味覚オンチでカレン並に料理下手。仲良くなると、主人公に料理の味見を頼んでくる。
ラン
宿屋にいる女の子。明るく活発だが、少々お転婆。花よりも食べ物などをプレゼントすると喜んでくれる。宿屋に泊まっているクリフのことが気になっている。

### 結婚できる男の子（男の子版の場合、ライバル）
カイ
都会から夏の間だけやってきて、海の家を営む青年。夏以外の季節では大きな街で暮らしているらしい。女の子慣れした雰囲気のフェミニストで、ポプリをはじめとする異性には人気があるが、軽い口調から男からの人気は低い。根は真面目で気のいい性格。実家はいくつもの高級レストランを経営する大富豪だが、親に反発して家を出ているらしい。
グレイ
鍛冶屋サイバラの孫。祖父の下で鍛冶屋の修行に励むが、厳しい祖父との間には衝突が絶えない。主人公やマリーに励まされ、徐々に鍛冶屋として成長していく。プライドが高くややぶっきらぼうだが、女の子には弱く、照れ屋で恥ずかしがりやで純情。父親も昔ミネラルタウンにいたらしい。後に発売されるGBA版のミネラルタウンのなかまたちでは夏に宿屋に宿泊するカイとは友人だが今作では特に仲が良いというわけではないらしい
リック
養鶏場にいるポプリの兄。基本的には思いやりがありしっかりした性格だが、短気で感情的になりがちなきらいも。カレンとは幼馴染。ポプリと仲がいいカイと特に仲が悪い。
ドクター
ミネラル医院の医者。医学の勉強のために都会に出たいと思っているが、なかなか出られないらしい。クールで冷静、真面目な性格。同じ職場のエリィを信頼している。
クリフ
家族と生き別れ町にやってきた少年。悲観的な性格だったが、主人公の助力で果樹園で働くようになってからは、一転して明るい性格になる。宿をとっている宿屋の娘・ランのことが気になっている。

### その他の住人達

#### にわとりりあ
リリア
リックとポプリの母。体が弱く、夕方の4時までしか店は開いていない。にわとりや、にわとりの餌などを売ってくれる。定休日は病院へ行っている。夫は彼女の病気を治す薬を探しに旅に出てしまっている。のんびりとした喋り方をする。体にいいものをあげると喜んでくれる。

#### きこりの家
ゴッツ
マザーズヒルに住んでいるきこり。主人公の自宅や家畜小屋の増築を頼める。資材を1本50Gという少々高めの値段で売っている。昔は妻子がいたようだが、冬の季節に亡くしている。
チュウ
ゴッツの家に住んでいる男性。ハチの研究をしている。ハチミツをあげると、ハチミツの出荷額を上げてくれる。

#### ヨーデル牧場
ムギ
ヨーデル牧場の主。孫のメイと二人暮し。家畜や家畜の餌、薬などを売ってくれる。定休日はマザーズヒルの温泉にいる。
メイ
ムギの孫。エレンの孫であるユウとは仲良し。昔は母と暮らしていたが、今より幼い頃にミネラルタウンへやってきた。彼女のみゴミをあげると喜んでくれるが、ムギとの友好度が減少する。
ハナちゃん
ヨーデル牧場で飼われている犬。主人公の犬とお見合いするイベントが起こり、仔犬が生まれる。

#### 鍛冶屋
サイバラ
グレイの師匠。主人公の農具を改良してくれる。気難しい人で職人気質。一度仕事を頼むと数日間店に入れなくなる。アクセサリーも作ってくれるが、どのアクセサリーを作ってくれるかはランダム。このアクセサリーはプレゼントのほか、出荷することも可能。

#### 果樹園
デューク
果樹園の主。1年目の秋の月に主人公に果樹園のアルバイトをしてくれないか誘ってくれる。このイベントを起こさないと、クリフが街から出て行ってしまう。アージュという娘がいるのだが、ミネラルタウンから出て行ってしまった。
マナ
デュークの妻。おしゃべり好きで、一度話すと会話が中々終わらない。お昼はローズ広場で他の奥さんと井戸端会議を開いている。午前中はジュースとワインを売ってくれる。

#### 図書館
バジル
マリーの父親。植物学者で、研究のためにミネラルタウンへ家族とやってきた。図書館には彼の書いた本が置かれている。
アンナ
マリーの母親。見かけは上品な奥様。イベントを起こすと力の木の実をくれる。お昼はローズ広場で他の奥さんと井戸端会議を開いている。

#### エレンの家
エレン
エリィとユウの祖母。足を悪くしていて、家の中にいることがほとんど。彼女のみ「牧場物語2」からエリィの祖母という設定はそのまま。町長のトーマスとは親しい。主人公に冬の山頂に咲く花のことを教えてくれる。
ユウ
エリィの弟。いたずらっ子で、エリィを困らせることもある。メイとは仲が良い。

#### 町長の家
トーマス
ミネラルタウンの町長。主人公に親切にしてくれる。エレンとは仲が良い。
ハリス
トーマスの息子で、ミネラルタウンの駐在。お昼は宿屋で休憩をしている。
カノー
町長の家で住み込みをしている青年。ミネラルタウンの写真を撮影しているらしい。

#### 雑貨屋
ジェフ
カレンの父親。気弱な性格で、お店の商品をいつもツケられている。趣味は絵を描くこと。野菜の種や料理の材料を売ってくれる。
サーシャ
カレンの母親。ジェフとは反対に気の強い女性だが、面倒見のいい女性。お昼はローズ広場で他の奥さんと井戸端会議を開いている。

#### 宿屋
ダッド
ランの父親。宿屋の主人だけあって料理上手。毎年妻の命日にはマザーズヒルの頂上に行くため、夕方の5時までしか店を開けていない。電話はダッドの宿屋にしかないため、テレビショッピングを見た後は彼の宿屋へ行かなければならない。
ホアン
ちょっと怪しい行商人。語尾に「アル」とつけている。お昼には雑貨屋では売っていない種を売っているが、少々値段が高め。たまに主人公の牧場までやってきて、主人公にアイテムを売ってくれる。

#### 教会
カーター
神父。彼は「牧場物語2」からの登場人物ではなく、今作からの登場。お昼には懺悔室を開いている。

#### 海岸
ザク
主人公が出荷したものを取りに来てくれる。テレビショッピングの品物も届けてくれる。リリアが好きで、体の弱い彼女を心配している。
グレッグ
朝と夜に桟橋で釣りをしている男性。主人公に釣竿を譲ってくれる。一定条件を満たすと、新しい釣竿をプレゼントしてくれる。

#### マザーズヒル
女神様
滝にお供え物をすると出てくる女神様。一定個数のお供え物をするとアイテムやイベントを起こしてくれる。
カッパ
山の中腹にある湖に住んでいるカッパ。キュウリを投げ込むとあるアイテムをくれる。

#### その他
グルメマン
料理祭の時に来る審査員長。ニセモノがあるイベントで出てくる。
ロッド
リリアの夫で、リック、ポプリの父。リリアの病気を治すために10年に一度しか咲かないという花を探しに旅に出てしまっている。
アージュ
デュークとマナの娘。既に街を出てしまっていて、作中で会うことはない。彼女の名前のワインが果樹園の貯蔵庫にある。
ジョアンナ
メイの母。幼いメイをムギに預け、どこかへ行ってしまったらしい。

### コロボックル
教会の裏の小屋に住んでいる7人の妖精。主人公の仕事を手伝ってくれる。最初は頼りないが、仕事をこなせば徐々に上手くなっていく。「PocketStation」があると更に仕事が上達する。頼める仕事は畑の水遣り・収穫・家畜の世話の3種類。それぞれ1日から1週間までの期間で引き受けてくれる。
春の月はお茶会があるため、通常は仕事を頼めないが、条件を満たせば仕事を頼むことができる。また、このお茶会には主人公も参加することが可能で、参加するとあるアイテムが手に入る。毎年一度だけ参加できる。
全員の好きなものは共通しているが、誕生日は全員違う。好きなものは小麦粉、蜂蜜など。
シェフネン
赤色のコロボックル。趣味は料理。誕生日は秋の14日。
ナッピー
橙色のコロボックル。元気で仕事好きで、頼むと喜んで引き受けてくれる。誕生日は冬の22日で、最後。
ティミット
緑色のコロボックル。気弱な性格。誕生日は夏の16日。
グリーディ
黄色のコロボックル。怠け者な性格なのか、仕事を頼む時は渋々引き受けるようなセリフを言う。誕生日は秋の10日。
チョッカク
青色のコロボックル。真面目で仕事が好き。誕生日は春の15日。
ボルドー
紫色のコロボックル。自信家で、ナッピーと同じく喜んで仕事を引き受けてくれる。誕生日は春の4日で、最初。
アクア
水色のコロボックル。おしゃれさんで、仕事を頼むときは少々渋る。誕生日は春の26日。